# Danmarks Riges Grundlov
Danmarks Riges Grundlov (færøsk: Grundlógin, grønlandsk: Tunngaviusumik inatsit) eller blot Grundloven (forkortet GRL) er Kongeriget Danmarks forfatning. Der findes dog også den opfattelse, at Grundloven blot udgør "en central del" af Danmarks forfatning. Grundloven gælder for hele Rigsfællesskabet: landet Danmark, Grønland og Færøerne. Den første demokratiske forfatning (Junigrundloven) blev vedtaget i 1849 og erstattede enevældeforfatningen (Kongeloven også kaldet Lex Regia) af 1665. Grundloven er én af verdens ældste forfatninger. Siden 1849 er Grundloven blevet ændret fem gange og blev forgæves søgt revideret i 1939. Den nuværende grundlov trådte i kraft i 1953. Grundloven er den vigtigste lov i Danmarks Rige. Grundlovsfortolkning udgør en central del af den juridiske disciplin forfatningsret.
Grundloven definerer Danmark som en konstitutionelt monarki, regeret gennem et parlamentarisk system. Den skaber magtadskillelse mellem Folketinget som vedtager love, regeringen som udøver dem og domstolene som dømmer ud fra dem, jf GRL § 3. I tillæg giver den en række grundlæggende rettigheder til Danmarks folk, inklusiv ytringsfrihed, religionsfrihed og forsamlingsfrihed. Grundloven gælder for alle personer i Riget, ikke kun danske borgere.
Dens vedtagelse i 1849 afsluttede enevælden og indførte folkestyre. Danmark fejrer vedtagelsen af Grundloven den 5. juni – datoen hvor den første grundlov blev indført – hvert år som grundlovsdag.
Grundloven er ikke den eneste lov med grundlovsrang. Andre love, der indgår i Kongeriget Danmarks forfatning, er Tronfølgeloven, nogle få rester af Kongeloven og til en vis grad selvstyreordningerne for Færøerne og Grønland.
Den første Danmarks Riges Grundlov blev underskrevet 5. juni 1849 af Frederik 7., hvormed styreformen i Danmark ændredes fra enevælde til konstitutionelt monarki.

## Historie

### Før-demokratiske forfatningslove
- Diverse håndfæstninger fra middelalder og renæssance.
- Kongeloven fra 1665 som stadfæster enevælden med Frederik 3.

### Grundloven af 1849
Historien, der leder op til grundloven af 1849 (Junigrundloven), er præget af en række begivenheder, der fletter sig ind i hinanden: Stænderforsamlingerne 1834-48, Hertugdømmet Holstens ønske om løsrivelse fra den danske helstat; sprogpolitikken i Slesvig og de nationalliberale politikeres parole om et Danmark til Ejderen. For en detaljeret gennemgang af helstatspolitikken, ejderpolitikken og treårskrigen, se de uddybende artikler ovenfor.

#### Fra enevælde til konstitutionelt monarki
Ved sin død den 20. januar 1848 pålagde Christian 8. sin søn, Frederik 7., at indføre en forfatning for helstaten. Helstaten bestod af det egentlige kongerige og hertugdømmerne Slesvig, Holsten og Lauenburg, hvor den danske konge regerede som hertug. I modsætning til Holsten og Lauenburg var Slesvig ikke medlem af Det tyske forbund, men et dansk rigslen. I Slesvig regerede den danske konge altså både som hertug (vasal) og konge (lensherre).
Frederik 7. udsendte en uge efter sin tronbestigelse et reskript om en ny forfatningsordning. Forfatningsudkast foreslog et fælles rigsråd for kongeriget og hertugdømmerne, som skulle bestå af lige mange medlemmer fra kongeriget og hertugdømmerne, og som skiftevis skulle samles i København og i hertugdømmerne. Stænderforsamlingerne skulle få kompetence til at lovgive og opkræve skatter. Ikke alle mente dog, at dette var vidtgående nok, og en række nationalliberale politikere afholdt borgermøder med krav om en fri forfatning og en mere nationalistisk udenrigspolitik. Den gik ud på, at Kongeriget Danmark skulle indlemme hertugdømmet Slesvig. På et borgermøde den 20. marts 1848 blev det besluttet, at borgerne den 21. marts ville gå i demonstration mod kongens bolig på Christiansborg og dér kræve, at kongens regering (der var mod en indlemmelse af Slesvig i Danmark og fortalere for en bibeholdelse af helstatsmodellen), skulle gå af. Kongen var dog kommet dem i forkøbet og havde allerede afskediget sine ministre. Derfor kunne der den 22. marts 1848 dannedes en samlingsregering, det såkaldte Martsministeriet, af tidligere ministre og nationalliberale politikere. På det første statsrådsmøde bebudede kongen, at han ikke længere anså sig selv som enevældig monark, hvormed styreformen de facto blev konstitutionelt monarkisk.

#### Grundloven vedtages
Den nationalliberale D.G. Monrad, der var minister i martsministeriet, var hovedforfatter på det første udkast til en ny forfatningslov for Danmark og Slesvig. Han lod han sig inspirere af samtidens forfatningslove og skrev på baggrund deraf en skitse på 80 paragraffer. Dette udkast blev sprogligt tilrettet af bl.a. Orla Lehmann, der også var nationalliberal minister i regeringen. Udkastet blev den 24. oktober 1848 præsenteret for Den Grundlovsgivende Rigsforsamling, der var valgt den 5. oktober 1848 og trådt sammen den 23. oktober 1848. Rigsforsamlingen nedsatte den 21. december 1848 et grundlovsudvalg på 17 medlemmer, som skulle underkaste grundlovsudkastet en nærmere behandling, og i februar 1849 afgav grundlovsudvalget sin betænkning til rigsforsamlingen. Herefter fulgte langvarige og vanskelige forhandlinger, før der blev opnået forlig om et forslag, Da rigsforsamlingens 152 medlemmer var færdig med at behandle lovforslaget, var det vokset til 100 paragraffer. Det blev vedtaget af rigsforsamlingen den 25. maj 1848 og underskrevet af kongen den 5. juni 1849. Grundloven gjaldt for Danmark, men fortalen åbnede muligheden for en udvidelse af dens gyldighed til Slesvig når borgerkrigen var forbi.

#### Spørgsmålet om hertugdømmerne
Forfatningsmæssigt opstod der efter 1. Slesvigske Krigs status quo-fred et spørgsmål om, hvordan forholdet imellem kongeriget og de tre hertugdømmer skulle ordnes. Helstatsforfatningen af 2. oktober 1855 samlede de fire stater i en form for konføderation. Delstaterne – Danmark, Slesvig og Holsten & Lauenborg – havde ret til at varetage interne anliggende, mens al udenrigs-, forsvars- og finanspolitik blev et fællesanliggende. Fællesanliggender skulle varetages af et Rigsråd med i alt 80 repræsentanter fra de tre delstater. På grund af modstand fra Holsten og Lauenborg fik forfatningen kun gyldighed i Danmark og Slesvig. Denne forfatningsmæssige situation var uholdbar, og kong Christian 9. underskrev 18. november 1863 Novemberforfatningen, som afløste den defekte Helstatsforfatning.
Med den nye fælles forfatning, blev der skabt noget, der minder om en føderation mellem Danmark og Slesvig: Under dække af at knytte de to stater tættere sammen, videreførte Novemberforfatningen det fælles Rigsråd for Danmark og Slesvig, men forøgede rådets kompetencer: Alle sager, der ikke udtrykkeligt var forbeholdt Danmark og Slesvig selv, skulle være forbeholdt Rigsrådet. Lidt forvirrende måske, kom det nye Rigsråds to kamre til at hedde det samme, som de to kamre i den danske Rigsdag: Folketinget og Landstinget. Novemberforfatningen førte til 2. Slesvigske Krig og Slesvigs indlemmelse i Preussen.

#### Den originale fysiske Grundlov
Der findes kun én udgave af grundlovene fra 1849. Lovene blev nedskrevet på pergament af ikke særlig god kvalitet, angiveligt da pergamentet skulle overfladebehandles med en ny metode, med en form for kridtpasta. Kridt blev brugt til, at få siderne hvide, men pastametoden var ny. Siderne fremstår modsat pergament, med en meget jævn tyk, stiv papiragtig overflade. Grundloven er indbundet i rødt silkefløjl – symboliserende de danske farver med rødt omslag og kridhvide sider – med omslagstryk, snorværk, kvaster og segldåser i guld og sølv. Den originale grundlov opbevares i Rigsarkivet.

### Grundloven af 1866
Efter 2. Slesvigske Krigs afslutning i 1864 bestod monarkiet kun af Danmark; men havde alligevel to forfatninger: Junigrundloven, der fastsatte hvordan de indre anliggender skulle administreres, og Novemberforfatningen, der ordnede fællesanliggender. Selv om fællesanliggenderne var væk, var der uenighed om, hvorvidt novemberforfatningen skulle afskaffes. Stridspunktet var valgretsreglerne i Novemberforfatningen: Disse regler favoriserede de konservative, hvorfor de ikke ville forlade dem til fordel for den friere valgret i Junigrundloven, som favoriserede de liberale.
Grundloven af 28. juli 1866, også kaldet Den Gennemsete Grundlov, er resultatet af et politisk kompromis imellem de konservative og de liberale. For Folketingets vedkommende blev Junigrundlovens regler bibeholdt, mens valgretsreglerne til Landstinget kom til at ligne dem i Novemberforfatningen.

### Grundloven af 1915
Med Grundloven af 5. juni 1915 fik kvinder og tjenestefolk også stemmeret til Rigsdagen, ligesom fremtidige grundlovsændringer kun kunne vedtages ved en folkeafstemning. Den privilegerede valgret til landstinget blev afskaffet og lige valgret for de stemmeberettigede således genindført. Derudover gjorde loven delvist op med ideen om lokal repræsentation i Rigsdagen, da den svækkede systemet om valg i enkeltmandskredse til fordel for et mere proportionalt system med tillægsmandater. Det tidligere system havde i særlig grad begunstiget Venstre, der stod stærkt i landkredsene. En anden afgørende ændring ved Grundloven af 1915 var bestemmelsen om, at Grundloven kun kunne ændres ved folkeafstemning, hvor det var krævet, at mindst 45 % af de stemmeberettigede stemte for en eventuel ændring. På denne bestemmelse faldt Grundloven af 1939.
Den nye grundlov blev stadfæstet af Kong Christian X den 5. juni 1915, men trådte ikke i kraft straks idet midlertidig bestemmelse nr. 6 bestemte, at den skulle træde i kraft et år efter dens stadfæstelse med mulighed for yderligere udsættelse ved lov. Ikrafttrædelsen blev udskudt til Folketingsvalget den 22. april 1918. Udsættelsen skyldtes ønsket om at undgå en valgkamp under 1. verdenskrig.

### Grundlovsændringen i 1920
Grundlovsændringen den 10. september 1920 var en konsekvens af Genforeningen, hvorved den nordlige del af det tidligere hertugdømme Slesvig, blev indlemmet i Kongeriget Danmark. Grundlovsændringen markerer den største territoriale ekspansion af Kongeriget Danmark i nyere tid.

### Grundlovsforslaget af 1939
Forslaget indebar en ændring af Rigsdagen, der fremover skulle vælges ved et samlet valg, hvor valgretsalderen skulle være 23 år, selvom regeringen oprindeligt havde foreslået en valgretsalder på 21 år. Rigsdagen skulle herefter bestå af 210 medlemmer i "Den Forenede Rigsdag", der dog var opdelt i et Folketing med 140 medlemmer og et Rigsting med 70 medlemmer, der som sådan erstattede Landstinget. 34 medlemmer af Rigstinget skulle fungere som tillægsmandater og 1 medlem skulle vælges af Færøernes Lagting. De resterende 35 rigstingsmedlemmer skulle vælges af Folketinget med forholdstalsvalg blandt folketingsmedlemmerne. Formålet var dermed at afskaffe Landtinget, selvom man formelt opretholdt tokammersystemet. Hvis de to ting ikke kunne nå til enighed om et lovforslag, skulle det behandles i den samlede Rigsdag, hvorved man forsøgte at undgå de tidligere problemer med, at det ene ting blokerede for lovsforslag.
Forslaget faldt ved en folkeafstemning, på grund af den vanskelige ændringsprocedure fra 1920-grundloven, der krævede, at 45% af samtlige stemmeberettigede vælgere skulle stemme for og ikke måtte være i mindretal. Forslaget opnåede kun 44,46% af vælgernes tilslutning, til trods for at ja-stemmerne udgjorde 91,9% af de gyldige stemmer. Der manglede ca. 12.000 ja-stemmer, for at forslaget kunne være blevet gennemført.

### Grundloven af 1953
Med den nugældende Grundlov af 5. juni 1953 blev Landstinget nedlagt og den parlamentaristiske sædvane gjort en del af grundloven. Samtidig ændredes Tronfølgeloven, så der indførtes kvindelig arvefølge til tronen, dog havde drengebørn fortrinsret til tronen, indtil tronfølgeloven blev ændret ved en folkeafstemning i 2009. Grønlands kolonistatus ophørte og Grønland blev en fuldgyldig del af Danmark, Grønlændere blev således danske statsborgere, der boede i et dansk amt. Ved en samtidigt afholdt folkeafstemning blev valgretsalderen nedsat til 23 år, og samtidig hermed blev valgretsalderen gjort til et spørgsmål, der kunne reguleres ved lov uden en grundlovsændring. En mindretalsbeskyttelse blev indført hvorefter et mindretal på en tredjedel af Folketingets medlemmer kan sende et vedtaget lovforslag til folkeafstemning. Ombudsmandsinstitutionen blev lovet indført. Der blev åbnet mulighed for, at Folketinget kunne afgive beføjelser(suverænitet) til internationale organisationer, en myndighed der har været benyttet ved Danmarks medlemskab af EU og af Den Europæiske Patentorganisation. Betingelserne for vedtagelse af en grundlovsændring blev lempet, idet det tidligere krav om 45% tilslutning af alle stemmeberettigede ved en folkeafstemning blev nedsat til 40% af alle stemmeberettigede.

## Udvalgte bestemmelser
Enkelte af Grundlovens paragraffer har været mere debatterede end andre:

### Paragraf 3
§ 3. Den lovgivende magt er hos kongen og Folketinget i forening. Den udøvende magt er hos kongen. Den dømmende magt er hos domstolene.
Magtadskillelseslæren er med denne bestemmelse grundlovsfastsat. Det betyder, at det ville være grundlovsstridigt, hvis for eksempelvis Folketinget vedtager en lov, hvis indhold er så specifikt, at den kan siges at have dømmende karakter. Ligeledes kan domstolene ikke lovgive, og der er med bestemmelsen sat en øvre grænse for, i hvor høj grad domstolene kan skabe ny ret i Danmark. Højesteret har i 1900-tallet fastslået, at retten er kompetente til at afgøre, om en lov strider mod Grundlovens § 3.
Ved konge forstås reelt regeringen. Dette fremgår af grundlovens § 13, hvorefter kongen er ansvarsfri – og da magt følger med ansvar, er kongen uden ansvar og derfor reelt også uden magt. Magten er i kraft af samme paragraf overladt til ministrene der "er ansvarlige for regeringens førelse".

### Paragraf 4
§ 4. Den evangelisk-lutherske kirke er den danske folkekirke og understøttes som sådan af staten.
Her fastslås det, at Danmark har en officiel kirke, nemlig Folkekirken. Før den første grundlov var kirken en statsinstitution, og grundloven bevarer en del af det statslige element, men understreger med udtrykket folkekirke samtidig, at der også er områder, som hører under kirkens selvstyre. Den tætte tilknytning til og styring fra staten, herunder at præster er embedsmænd, gør at nogle betragter folkekirken som en form for statskirke.
Kritikere har fremført, at et moderne samfund helt bør adskille kirke og stat og indføre reel religionsfrihed, mens forsvarerne anfører, at der i Danmark hersker religionsfrihed, blot ikke religionslighed. Se også Paragraf 68.

### Paragraf 6
§ 6. Kongen skal høre til den evangelisk-lutherske kirke.
Monarken er som den eneste undtaget fra Grundlovens religionsfrihed i § 67. Der er ikke et krav om, at monarken er medlem af netop Folkekirken, men der er et krav om tilslutning til et evangelisk-luthersk trossamfund.

### Paragraf 20
§ 20. Stk. 1. Beføjelser, som efter denne grundlov tilkommer rigets myndigheder, kan ved lov i nærmere bestemt omfang overlades til mellemfolkelige myndigheder, der er oprettet ved gensidig overenskomst med andre stater til fremme af mellemfolkelig retsorden og samarbejde.
Denne paragraf er blevet voldsomt debatteret i forbindelse med Danmarks EF- og EU-medlemskab, idet visse EF/EU-modstandere mener, at regeringen har overtrådt grundloven ved at afgive for meget suverænitet. Paragraffen siger, at regeringen kan afgive suverænitet, men at det skal defineres klart, hvilken suverænitet der afgives ("i nærmere bestemt omfang"). Statsminister Poul Nyrup Rasmussen blev i 1996 sagsøgt af tolv EU-modstandere og skeptikere (ved advokaterne Christian Harlang og Ole Krarup) af netop denne grund. Højesteret frifandt Poul Nyrup Rasmussen (og dermed tidligere regeringer) men fastslog at der er grænser for suverænitetsafgivelse.
I anledning af Lissabon-traktaten har en gruppe danskere kørt en sag mod statsministeren og udenrigsministeren for overtrædelse af paragraffen. Den 15. juni 2012 afsagde Østre Landsret dom, der frifandt begge ministre.. Sagsøgerne har appelleret og fået fri proces til sagen i Højesteret, som kommer til mundtlig forhandling i januar 2013.

### Paragraf 29
§29. Stk. 1. Valgret til folketinget har enhver, som har dansk indfødsret, fast bopæl i riget og nået den i stk. 2. omhandlede valgretsalder, medmindre vedkommende er umyndiggjort. Det bestemmes ved lov, i hvilket omfang straf og understøttelse, der i lovgivningen betragtes som fattighjælp, medfører tab af valgret.
Bestemmelsen fastslår, at enhver person der har erhvervet dansk indfødsret og som bor fast indenfor det danske rige har valgret; det vil sige, at disse personer kan afgive deres stemme ved et folketingsvalg. Ligeledes er det, at det muligt at tillægge danske statsborgere med midlertidig bopæl i udlandet stemmeret, jf. folketingsvalgloven § 2, der har udvidet bopælsbegrebet i betydelig grad. Udvidelsen må anses som dækket af en retssædvane på grundlovs niveau. Bestemmelsen vedrører derimod ikke valg til regionsråd og kommunalbestyrelser, og Folketinget har således mulighed for ved lov selv at bestemme, hvem der skal have valgret dertil.
Bestemmelsen indeholder én enkelt begrænsning i valgretten: Personer der er værgemål har ikke valgret til Folketinget.
Ligeledes er det muligt for Folketinget at bestemme, at personer der er idømt en straf eller modtager offentlig forsørgelse ikke skal have valgret. Valgloven indeholder dog ingen sådanne begrænsninger.

### Paragraf 42
§42. Stk. 1. Når et lovforslag er vedtaget af folketinget, kan en trediedel af folketingets medlemmer indenfor en frist af tre søgnedage fra forslagets endelige vedtagelse overfor formanden begære folkeafstemning om lovforslaget. Begæringen skal være skriftlig og underskrevet af de deltagende medlemmer.
Bestemmelsen fastlægger en mindretalsbeskyttelse, som forhindrer et flertal at føre blokpolitik i Folketinget. Der er dog en række love, som er undtaget bestemmelsen: Love om kongehuset, finansloven, visse bevillingslove og love i henhold til §29. kan ikke sendes til folkeafstemning.
Muligheden for at sende et lovforslag til folkeafstemning blev taget i anvendelse i 1963, hvor Venstre og De Konservative, der besad et tilstrækkeligt antal pladser i Folketinget, satte fire lovforslag om bl.a. byfornyelse, jordlovene til folkeafstemning. De fire love blev forkastet ved folkeafstemningen.
Jordlovene er stadig det eneste eksempel på, at denne paragraf er taget i anvendelse.

### Paragraf 64
§ 64. Dommerne har i deres kald alene at rette sig efter loven.
Bestemmelsen forpligter dommere til alene at følge lovens ord. Hvis det findes, at en dommer ikke overholder denne forpligtelse, kan vedkommende indklages for Den Særlige Klageret. I retsplejelovens § 56 stk. 1 er det nærmere præciseret, at "en dommer må i retsmøder ikke fremtræde på en måde, der er egnet til at blive opfattet som en tilkendegivelse om den pågældendes eventuelle religiøse eller politiske tilhørsforhold eller om den pågældendes holdning til religiøse eller politiske spørgsmål i øvrigt." I lovens § 50 bestemmes, at "Når straffesag er rejst mod en dommer, ..., såvel som når dommeren er blevet uvederhæftig eller på grund af åndelig eller legemlig svaghed er ude af stand til at bestride sit embede, kan vedkommende suspenderes. Afgørelsen herom træffes af Den Særlige Klageret."

### Paragraf 68
§ 68. Ingen er pligtig at yde personlige bidrag til nogen anden gudsdyrkelse end den, som er hans egen.
Bestemmelsen garanterer personer, der ikke er medlem af en folkekirken, frihed til ikke at skulle betale kirkeskat. I den offentlige debat fremføres det under tiden, at bestemmelsen burde være hinder for, at ikke-medlemmer af folkekirken kommer til at bidrage indirekte til kirken, for eksempel gennem bidrag til præsters teologiske universitetsuddannelse og den løbende vedligehold af kirkerne. Det ligger dog fast, at bestemmelsen ikke vedrører disse indirekte bidrag.

### Paragraf 70
§ 70.  Ingen kan på grund af sin trosbekendelse eller afstamning berøves adgang til den fulde nydelse af borgerlige og politiske rettigheder eller unddrage sig opfyldelsen af nogen almindelig borgerpligt.
Bestemmelsen garanterer f.eks. ikke personer mod skattekontrol, og menes heller ikke at være en forhindring for at der i retsplejeloven fastlægges krav til at dommere klæder sig neutralt - og f.eks. ikke ifører sig påklædning, der tilkendegiver politisk eller religiøse tilhørsforhold.

### Paragraf 71
§71. Stk 3. Enhver, der anholdes, skal inden 24 timer stilles for en dommer. Hvis den anholdte ikke straks kan sættes på fri fod, skal dommeren ved en af grunde ledsaget kendelse, der afsiges snarest muligt og senest inden tre dage, afgøre, om han skal fængsles, og, hvis han kan løslades mod sikkerhed, bestemme dennes art og størrelse. Denne bestemmelse kan for Grønlands vedkommende fraviges ved lov, forsåvidt dette efter de stedlige forhold må anses for påkrævet.
Denne paragraf udspringer af habeas corpus-princippet og udmønter sig i det såkaldte Grundlovsforhør.

### Paragraf 72
§ 72. Boligen er ukrænkelig. Husundersøgelse, beslaglæggelse og undersøgelse af breve og andre papirer samt brud på post-, telegraf- og telefonhemmeligheden må, hvor ingen lov hjemler en særegen undtagelse, alene ske efter en retskendelse.
Denne paragraf sikrer borgerne mod vilkårlig indtrængen i deres bolig, men der findes over 150 lovbestemte undtagelser, hvilket har fået kritikere til at påpege, at boligens ukrænkelighed i praksis ikke eksisterer. Arkiveret 13. juni 2019 hos  Wayback Machine

### Paragraf 77
§ 77. Enhver er berettiget til på tryk, i skrift og tale at offentliggøre sine tanker, dog under ansvar for domstolene. Censur og andre forebyggende forholdsregler kan ingensinde påny indføres.
Her bestemmes det at borgerne har ret til frit at ytre sig, men efterfølgende kan stilles til ansvar ved domstolene. Bestemmelsen indeholder altså et forbud mod forebyggende forholdsregler som fx censur og lignende, som i teorien kaldes formel ytringsfrihed. Det har i teorien været diskuteret, hvorvidt § 77 også indeholder en vis beskyttelse af den materielle ytringsfrihed, det at der kan pålægges straf i anledning af offentliggjorte ytringer. Nogle teoretikere mener, at lovgivningsmagten ikke er stillet frit, hvad angår begrænsninger i den materielle ytringsfrihed, mens andre har den modsatte opfattelse.

### Paragraf 88
§ 88. Vedtager folketinget et forslag til en ny grundlovsbestemmelse, og regeringen vil fremme sagen, udskrives nyvalg til folketinget. Vedtages forslaget i uændret skikkelse af det efter valget følgende folketing, bliver det inden et halvt år efter den endelige vedtagelse at forelægge folketingsvælgerne til godkendelse eller forkastelse ved direkte afstemning. De nærmere regler for denne afstemning fastsættes ved lov. Har et flertal af de i afstemningen deltagende og mindst 40 pct. af samtlige stemmeberettigede afgivet deres stemme for folketingets beslutning, og stadfæstes denne af kongen, er den grundlov.
Her fastsættes reglerne for grundlovsændringer. Bestemmelsen siger intet om, hvad en grundlovsændring kan og ikke kan omhandle, hvorfor det er muligt at ændre hvad som helst i grundloven. For eksempel vil man ved en grundlovsændring kunne afskaffe kongedømmet, afskaffe ytringsfriheden eller gøre det strafbart ikke at gå med røde sko.

## Temaer

### Borgerlige frihedsrettigheder og menneskerettigheder
Grundloven indeholder visse borgerlige, politiske, sociale og religiøse frihedsrettigheder i §§ 71-80. Flere af disse har dog kun begrænset materiel rækkevidde, og fungerer derfor i dag alene som mindstegarantier, for rettigheder det næppe kan tænkes, det politisk ville kunne lade sig gøre at afskaffe.
Teksten i Den Europæiske Menneskerettighedskonvention er ved lov af 29.april 1992 vedtaget og stadfæstet i Danmark. Herefter supplerer konventionen grundlovens paragraffer om menneskerettigheder (§§ 71-80), men konventionen erstatter ikke §§ 71-80. Ligeledes kræver en udtrædelse af menneskerettighedskonventionen, i modsætning til fjernelse af §§ 71-80, ikke en grundlovsændring.

### Politiske partier
En anden bemærkelsesværdig ting i forhold til den politiske praksis i Danmark er, at grundloven ikke direkte nævner politiske partier. Dog er det forudsat ved Grundlovens § 31, stk. 2, der nævner forholdstalsvalgmåden, at der eksisterer partier, da fordelen ved forholdstalsvalgmådens netop er, at partier har mulighed for at stille op i flere kredse, og dermed få tillægsmandater. Dog giver Grundloven kun meget begrænset vejledning mht. fremgangsmåden ved udpegning af regering, hvorfor man anvender kutymer og sædvaner, så som Kongelige Undersøgere og dronningerunder.

### Statsoverhovedets symbolske status
Ved læsning af Grundloven er det vigtigt at "kongen" læses som "regeringen", jf. monarkens symbolske status. Dette er en konsekvens af bestemmelserne i Grundlovens paragraffer 12 og 13, hvorefter Kongen udøver sin myndighed gennem ministrene, der er ansvarlige for regeringens førelse. Dette indebærer, at Kongen ikke selv kan foretage nogen retlig handling uden en ministers samtykke.
Den personlige retsstilling for medlemmer af kongehuset er stadig reguleret af Kongeloven. Dette betyder, at prinser og prinsesser først kan tiltales ved de almindelige domstole, når monarken har tilladt dette. Monarken kan nedsætte kongelige særdomstole, eller selv dømme medlemmer af kongehuset. Monarken kan også udstede kongelige huslove.

### Kommenteret udgave af Grundloven
- Henrik Zahle: Danmarks Riges Grundlov med kommentarer. 2006. 2. udgave. Jurist- og Økonomforbundets Forlag. ISBN 87-574-1156-5
- Jens Peter Christensen m.fl.: Grundloven med kommentarer. 2015. Jurist- og Økonomforbundet. ISBN 978-87-574-3089-9